# Ільїн Сергій Михайлович
Ільїн Сергій Михайлович (нар. 30 квітня 1949, Новосибірськ, РРФСР) — живописець, член Національної спілки художників України (2008). 

## Біографія
С. М. Ільїн народився 30 квітня 1949 року у Новосибірську.
В 1976 році закінчив художньо-графічний факультет  Одеського державного  педагогічного інституту (викладач В. Цюпко). Працює старшим науковим співробітником Музею західного і східного мистецтва (від 1966). Учасник міських, обласних художніх виставок від 1972. Персональні виставки в Одесі (1987, 1991, 1994, 1999), Києві (1997), Антверпені (Бельгія; 1991, 1993), Потсдамі (Німеччина, 2002).
Стилістичні ознаки творів І. беруть початок від південноросійських традицій живопису, з його камер., дещо романтизованими відчуттями. Формоутворююча структура збагачена елементами модерну, від чого з’явилась органічна умовність малюнку, деформація форм і об’ємів, метафізичні акценти.
Окремі полотна зберігаються в Одеському художньому музеї.

## Твори
- «Мотив з рікою» (1978),
- «Після дощу» (1986),
- «Осінь» (1987),
- «Адам і Єва» (1990),
- «Запрошення до самотності– 2» (1991),
- «Тераса, освітлена місячним сяйвом» (1992),
- «Ахеронт» (1992),
- «Кармен» (1992),
- «Червона жриця» (1994),
- «Елегія» (1994),
- «Леді озера» (1999),
- «Присвячення Алессандро Барикко» (2005),
- «…І з місяцем їм немає спокою» (2008),
- «Вилкове. Острів» (2008),
- «Норвегія. Троль-Фьйорд» (2008).

## Родина
- Дід: Ільїн Семен Іванович (1888  — 1972)  — співак, заслужений артист РРФСР, був  доцентом Одеської державної консерваторії.